# Пейслі (Орегон)
Пейслі (англ. Paisley) — місто (англ. city) в США, в окрузі Лейк штату Орегон. Населення — 250 осіб (2020).

## Географія
Пейслі розташоване за координатами 42°41′34″ пн. ш. 120°32′44″ зх. д. / 42.69278° пн. ш. 120.54556° зх. д. (42.692647, -120.545626).  За даними Бюро перепису населення США в 2010 році місто мало площу 1,15 км², уся площа — суходіл.

### Клімат
| Клімат : Пейслі                          | Клімат : Пейслі | Клімат : Пейслі | Клімат : Пейслі | Клімат : Пейслі | Клімат : Пейслі | Клімат : Пейслі | Клімат : Пейслі | Клімат : Пейслі | Клімат : Пейслі | Клімат : Пейслі | Клімат : Пейслі | Клімат : Пейслі | Клімат : Пейслі |
| Показник                                 | Січ.            | Лют.            | Бер.            | Квіт.           | Трав.           | Черв.           | Лип.            | Серп.           | Вер.            | Жовт.           | Лист.           | Груд.           | Рік             |
| Абсолютний максимум, °C                  | 18,3            | 22,2            | 26,1            | 29,4            | 33,9            | 38,3            | 45,0            | 39,4            | 38,3            | 34,4            | 27,8            | 21,1            | 45,0            |
| Середній максимум, °C                    | 5,0             | 7,6             | 10,9            | 15,1            | 19,7            | 24,0            | 29,6            | 29,0            | 24,4            | 18,2            | 9,9             | 5,5             | 16,6            |
| Середній мінімум, °C                     | −5,7            | −3,8            | −2,2            | 0,3             | 3,6             | 6,9             | 10,1            | 9,2             | 5,4             | 1,2             | −2,7            | −5,3            | 1,4             |
| Абсолютний мінімум, °C                   | −33,9           | −31,7           | −21,1           | −13,3           | −12,2           | −6,7            | −2,8            | −6,1            | −8,3            | −17,8           | −22,2           | −33,3           | −33,9           |
| Норма опадів, мм                         | 30              | 23              | 23              | 20              | 26              | 26              | 11              | 10              | 13              | 18              | 27              | 29              | 257             |
| Днів з опадами                           | 7               | 6               | 6               | 6               | 6               | 5               | 2               | 2               | 3               | 4               | 6               | 6               | 59,0            |
| ---------------------------------------- | --------------- | --------------- | --------------- | --------------- | --------------- | --------------- | --------------- | --------------- | --------------- | --------------- | --------------- | --------------- | --------------- |
| Джерело: Western Regional Climate Center |                 |                 |                 |                 |                 |                 |                 |                 |                 |                 |                 |                 |                 |

## Демографія
Згідно з переписом 2010 року, у місті мешкали 243 особи в 125 домогосподарствах у складі 67 родин. Густота населення становила 211 особа/км².  Було 156 помешкань (136/км²).
Расовий склад населення:
| - 93,8 % — білих - 2,1 % — чорних або афроамериканців - 1,2 % — корінних американців - 0,8 % — азіатів |

До двох чи більше рас належало 2,1 %. Частка іспаномовних становила 1,6 % від усіх жителів.
За віковим діапазоном населення розподілялося таким чином: 17,7 % — особи молодші 18 років, 56,0 % — особи у віці 18—64 років, 26,3 % — особи у віці 65 років та старші. Медіана віку мешканця становила 53,6 року. На 100 осіб жіночої статі у місті припадало 92,9 чоловіків;  на 100 жінок у віці від 18 років та старших — 96,1 чоловіків також старших 18 років.
Середній дохід на одне домашнє господарство  становив 43 478 доларів США (медіана — 37 404), а середній дохід на одну сім'ю — 52 581 долар (медіана — 44 375). За межею бідності перебувало 8,7 % осіб, у тому числі 8,8 % дітей у віці до 18 років та 14,1 % осіб у віці 65 років та старших.
Цивільне працевлаштоване населення становило 133 особи. Основні галузі зайнятості: сільське господарство, лісництво, риболовля — 28,6 %, освіта, охорона здоров'я та соціальна допомога — 21,8 %, мистецтво, розваги та відпочинок — 16,5 %, виробництво — 12,0 %.